# Johann Georg de Hamilton

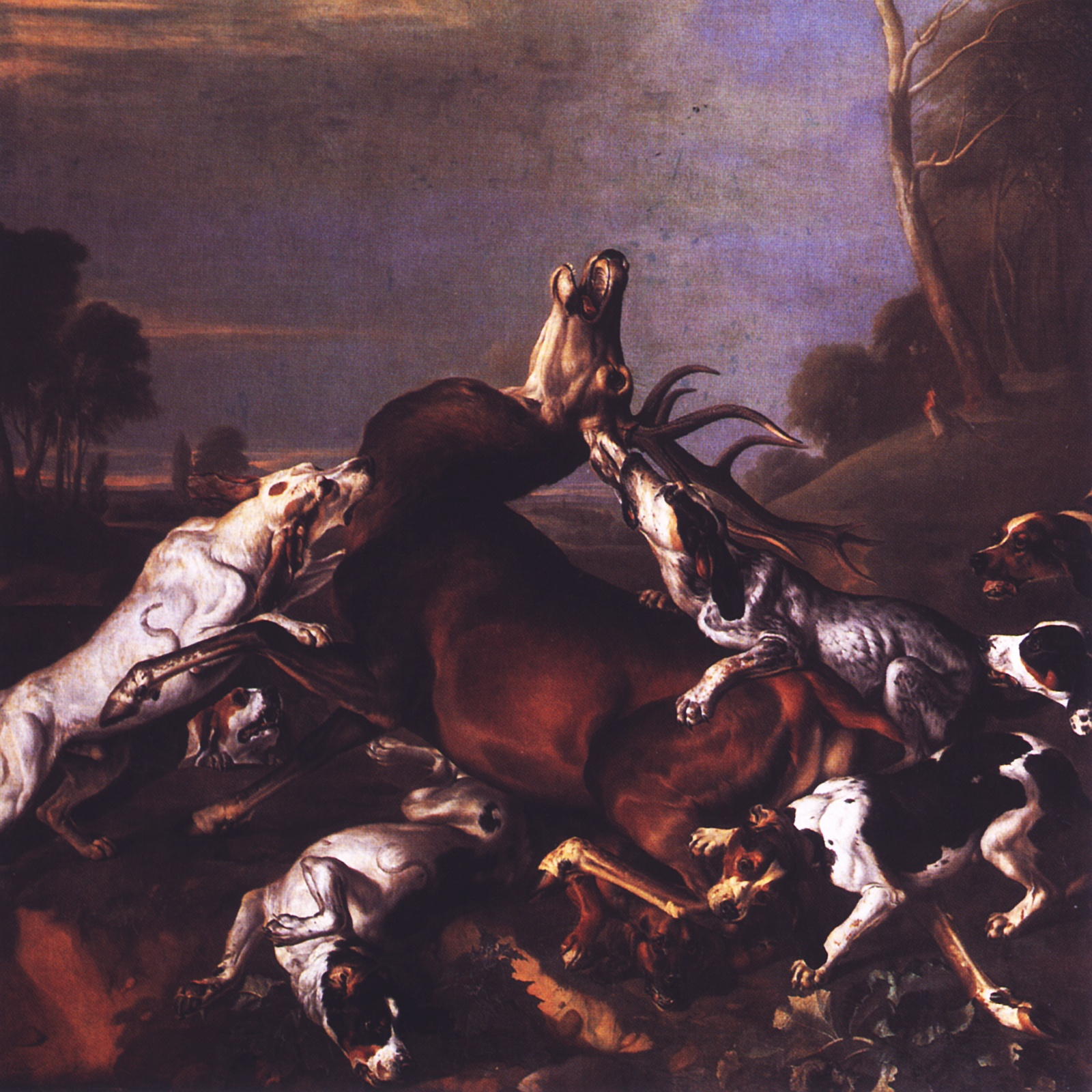
La chasse au cerf

Johann Georg de Hamilton (1672-1737) est un peintre du XVIIIe siècle du sud des Pays-Bas, actif en Autriche.

## Biographie
Il est né à Munich, fils du peintre écossais James de Hamilton, qui lui a appris à peindre. À partir de 1689, il est peintre de la cour à Vienne, puis il s'est installé à Berlin, mais après 1718, il revient à Vienne. Il est connu pour des scènes de chasse comme son frère Philipp Ferdinand.